# Птицы (рассказ)
«Птицы» (англ. The Birds) — рассказ в жанре ужасов английской писательницы Дафны Дюморье, впервые опубликованный в её сборнике «Яблоня» в 1952 году. Это — история фермера, его семьи и поселения, которые подверглись внезапному нападению птиц, которые организовали себя в птичьих воинов-самоубийц. История происходит в Англии вскоре после конца Второй мировой войны. К концу рассказа становится ясно, что вся Великобритания является объектом воздушного нападения.
Этот рассказ вдохновил Альфреда Хичкока на создание одноимённого фильма, выпущенного в 1963 году. В том же году рассказ выходит в сборнике «„Птицы“ и другие рассказы».
В 2009 году ирландский драматург Конор Макферсон адаптировал историю для сцены в дублинском театре Ворот. 
На февраль 2018 года заявлена премьера этой пьесы под названием «Die Vögel» в берлинском театре.

## Сюжет
В начале декабря фермер и ветеран войны Нэт Хокен замечает необычное число птиц, ведущих себя странно на полуострове, где живёт его семья, что он приписывает похолоданию и приближению зимы. Той же ночью он слышит стук в окно спальни. Когда он открывает его, его клюёт птица. Через некоторое время стук повторяется, Хокен вновь открывает окно, и на этот раз уже множество птиц клюют его и пытаются влететь внутрь. Он слышит крики из детской комнаты и видит там несколько птиц, летающих по комнате. Нэт вступает с ними в схватку и отбивается одеялом до рассвета, когда они улетают, оставляя около пятидесяти мёртвых птиц на полу. Он заверяет свою жену, что птицы стали беспокойными из-за внезапной перемены погоды.
На следующий день Нэт говорит своим коллегам о событиях ночи, но они не придают этому значения. Поскольку он идёт на пляж, чтобы избавиться от мёртвых птиц, он замечает что-то, что кажется тёмным облаком над морем, но оказывается десятками тысяч чаек, ждущих прилива, чтобы подняться в воздух. Когда Нэт возвращается домой, он и его семья слышат по радио, что птицы нападают во всей Великобритании, по-видимому из-за приближающейся зимы. Нэт решает заколотить окна и заблокировать дымоход.
Позже он идёт встретить свою дочь Джилл на остановке школьного автобуса. Он подходит к дому своего соседа, фермера Тригга, у которого есть автомобиль, и просит его подвезти Джилл. Тригг бодро утверждает, что он и другие не беспокоятся из-за появления птиц и собираются стрелять в них. Он приглашает Нэта присоединиться к охоте, но Нэт отклоняет предложение Тригга и идёт домой. Непосредственно перед тем, как он достигает дома, стая чаек спускается к земле и нападает на него. Нэт вбегает в дом с небольшими ранами от птичьих клювов.
Вскоре огромные стаи птиц разных видов пикируют на дома и людей. По радио объявлено чрезвычайное положение в стране, людям запрещают выходить из своих домов. Многие птицы погибают из-за того, что пикируют прямо на стены и двери домов, но это не останавливает остальных. Во время обеда семья слышит в небе орудийный огонь из самолётов, сопровождаемый звуком взрывов самолётов. Нападения внезапно прекращаются, и Нэт предполагает, что птицы нападают только во время прилива.
На следующий день, когда начинается отлив, Нэт выходит, чтобы взять припасы у соседей. Множество мёртвых птиц лежит на земле, но живые птицы не нападают, а лишь наблюдают за ним с деревьев. Нэт едет к ферме, где он видит Тригга и его жену убитыми птицами. Позже он видит тело почтальона возле дороги и понимает, что ни в одном из домов его соседей нет никаких признаков жизни, потому что они все подверглись нападению и были убиты. Нэт возвращается домой с припасами, готовясь к долгой обороне.
Через несколько часов птицы возобновляют своё нападение. Обещанная радиопередача со сводкой новостей не выходит, в радиоэфире только помехи. История заканчивается тем, что Нэт курит свою последнюю сигарету, в то время как птицы продолжают свою осаду дома. Нэт с женой понимают, что по меньшей мере вся страна погрузилась в хаос и теперь они могут надеяться только на себя.

## Основа
Однажды Дафна Дюморье увидела пашущего в поле человека, в то время как чайки кружили и пикировали над ним. Дюморье развила идею нападения птиц, которые становятся враждебными и нападают на людей. Подразумевается, что Восточный Ветер, связанный с нападением птиц, — возможная ссылка на угрозу коммунизма и Холодной войны, в которую США и Великобритания были втянуты в 1950-х и 1960-х годах.